# Boquete de Zafarraya
El Boquete de Zafarraya es un puerto de montaña de la Cordillera Penibética, situado en la Sierra de Alhama, entre las provincias de Málaga y Granada.
Este puerto de montaña constituye el paso natural más importante entre La Axarquía malagueña y la provincia de Granada. 
Se tiene constancia del poblamiento de este lugar desde tiempos prehistóricos por los restos aparecidos en la cueva del Boquete de Zafarraya y la cueva del Tajo, en el término municipal de Alcaucín.